# Dryadaula glycinopa
Dryadaula glycinopa är en fjärilsart som beskrevs av Edward Meyrick 1893. Dryadaula glycinopa ingår i släktet Dryadaula och familjen äkta malar. Inga underarter finns listade i Catalogue of Life.